# People in Sorrow
People in Sorrow ist ein Musikalbum des Art Ensemble of Chicago. Die am 7. Juli 1969 in den Pathé-Studios in Boulogne-Billancourt entstandenen Aufnahmen erschienen Ende 1969 in Frankreich auf dem Label Pathé und wurden Ende 1971 in den USA von Nessa Records neu aufgelegt.

## Hintergrund
Das Art Ensemble of Chicago hatte seine frühesten Wurzeln in der Experimental Band des Pianisten Muhal Richard Abrams, einer (leider nicht aufgenommenen) Probenband, die sich der Erforschung der Kompositionsideen junger Chicagoer Musiker widmete. Drei dieser Musiker, die Saxophonisten Roscoe Mitchell und Joseph Jarman sowie der Bassist Malachi Favors, gehörten zu den ersten Mitgliedern der Abrams‘ Association for the Advancement of Creative Musicians (AACM) bei ihrer Gründung im Jahr 1965. Favours, sozusagen der Elder Statesman der Gruppe, spielte bereits seit Mitte der 1950er-Jahre in regionalen Jazz-Ensembles; Jarman und Mitchell lernten sich im Musikprogramm des Wilson Junior College kennen, bevor beide den Militärdienst absolvierten.
Der Trompeter Lester Bowie, ein Gründungsmitglied der ebenso ambitionierten Black Artists Group in St. Louis, zog 1966 nach Chicago. Dort lernte er bald Roscoe Mitchell kennen, und die beiden begannen innerhalb der AACM gemeinsam neue musikalische Horizonte zu erkunden. Bowie und Favours waren in der Band für Mitchells Album Sound (Delmark, 1966), die erste Aufnahme aus dem AACM-Stall. Im folgenden Jahr leitete Bowie eine Session mit dem Titel Numbers 1 & 2 (Nessa, 1967) mit Mitchell, Favours und Jarman. Schlagzeuger Philip Wilson war ein weiterer häufiger Partner, wenn auch nie ein formelles Mitglied des Art Ensembles, als es sich zu einer festen Gruppe entwickelte.
Das Art Ensemble war 1969 nach Paris gezogen; sie hofften, dass das europäische Publikum für ihre Experimente empfänglicher sein würde. Dort entstand in rascher Folge eine Reihe von Alben, am 23. Juni 1969 A Jackson in Your House, am 26. Juni The Spiritual, und Tutankhamun und am 7. Juli People in Sorrow. In den nächsten Monaten folgten die Aufnahmen zu Great Black Music/Message to Our Folks, Reese and the Smooth Ones und die Mitwirkung an Brigitte Fontaines LP Comme à la radio. People in Sorrow bestand aus einem einzigen, auf zwei Plattenseiten verteilten Stück von 40 Minuten.
Allmählich wuchs und reifte der Stil des Art Ensemble: Sie nutzten nun die meisten Holzblasinstrumente aus der Saxophon- und Klarinettefamilie, verschiedenste Perkussion aus den „kleinen Instrumenten“, Trommeln, Gongs und Rohrflöten, „die alles widerspiegelten, von Insektenchören bis hin zu vollen afrikanischen Tanzrhythmen; humorvolle Abschweifungen zwischen einfachen Themen und feurigen Soli; Stammeskleidung und Gesichtsbemalung;“ und darüber hinaus den vollen, resonanten Klang von Bowies Trompete, schrieb Todd S. Jenkins.
Im Jahr 2013 interpretierte der Perkussionist Alex Cline dieses bahnbrechende Werk in seiner eigenen Veröffentlichung For People in Sorrow (Cryptogramophone) neu, eine Hommage an das Original.

## Titelliste
- Art Ensemble of Chicago: People in Sorrow (Pathé 2C 062-10523, Nessa Records N-3)[3]

1. People in Sorrow (Part 1) 17:00
2. People in Sorrow (Part 2) 23:00

## Rezeption
Obwohl ein Album, das ausschließlich aus einem größtenteils improvisierten 40-minütigen Stück besteht, für den Durchschnittshörer möglicherweise nicht ansprechend ist, werde dieses früheste Werk des Art Ensembles aus seiner Pariser Zeit seit mehr als 45 Jahren [heiß] geliebt, studiert und nachgeahmt, schrieb Todd S. Jenkins (The Vinyl Factory). Es würde die Bandbreite der Emotionen abdecken, „von Angst und Wut bis hin zu Liebe und Lachen, mit tiefem Schweigen, ausgeglichen durch schreiendes Gebrüll, alles mit dem Ziel, den Schmerz und die Hoffnung des menschlichen Daseins widerzuspiegeln“.
Scott Yanow verlieh dem Album in Allmusic vier Sterne und schrieb, die immer noch verblüffende Musik, die Raum, Dynamik und ein breites Spektrum an Emotionen gekonnt einsetzt, sei sicherlich nicht jedermanns Geschmack, aber den Aufwand wert.
Ian Carr hob das Album im Rough Guide Jazz in seiner Auswahldiskographie hervor und meinte, es zeige die Gruppe in ihrer Anfangsphase der Selbstfindung. Hier würden sie eine lange, konzentrierte Darbietung schaffen, die organisch wachse.